# Sveti Jurij in princesa
Sveti Jurij in princesa je freska italijanskega mojstra Pisanella, ki je v kapeli Pellegrini cerkve Santa Anastasia v Veroni na severu Italije. Je eno najpomembnejših del mednarodnega gotskega slikarstva.

## Zgodovina
Delo je naročila družina Pellegrini, o čemer priča oporoka Andree Pellegrinija iz leta 1429. Zunanja freska, le delno ohranjena, je bila del cikla, ki je okrasil celotno kapelo.
Čas nastanka dela je negotov. Običajno je dodeljeno obdobju med slikarjevo vrnitvijo iz Rima leta 1433 in njegovim odhodom v Ferraro leta 1438. Okrasna kapela iz terakote je dokumentirana, kot da je obstajala leta 1436, freske pa so morda iz istega obdobja, čeprav bi obe deli komaj obstajali. Nekateri strokovnjaki jo datirajo v obdobje 1444–1446 po ferarskem koncilu zaradi podrobnosti, povezanih z bizantinskimi diplomati, ki so sodelovali pri slednjem (na primer konj z zlomljenimi nosnicami, ki ga je uporabljal bizantinski cesar Ivan VIII. Paleolog ali slog klobukov nekaterih figur). Takšne podrobnosti pa bi lahko izhajale iz procesije Manuela II. Paleologa na koncilu v Konstanci (1414–1418): podobni elementi so obstajali na izgubljenih freskah Pisanella v baziliki sv. Janeza v Lateranu.
Freska je bila dolgo izpostavljena vodnim kaplam s stropa cerkve in je bila močno poškodovana, zlasti v levem delu, v katerem je zmaj. Ohranjeni del so v 19. stoletju ločili od zidu, vendar je to povzročilo izgubo kovinskih in pozlačenih okraskov.

## Opis
Freska je bila sestavljena iz dveh delov: desnega, sveti Jurij je zapustil princeso iz Trebizonda (Trabzon), ki je v dobrih pogojih; in levo z zmajem v morju, ki je skoraj izgubljena.
V ohranjenem odseku je prikazan trenutek legende o sv. Juriju, v katerem se je vzpel konja (prikazan od zadaj), preden je odplul, da bi ubil zmaja, ki naj bi požrl hčerko mestnega kralja. Za princeso na desni so trije konji z vitezi in sključen oven. Na levi sta gonič in pes spremljevalec.
Slika je zelo podrobna v oklepih, pasovih in oblačilih princese in njenih sledilcev. Princesa ima izdelano frizuro, v kodrih pa je velika masa las; slednja se je začela zelo visoko nad čelom, v skladu s slogom, ki je bil priljubljen v začetku 15. stoletja in je bil pridobljen z rezanjem las na čelu in temenu.  Princesina obleka je razkošna v tkanini in krznu. Živali kažejo Pisanellovo strast do upodabljanja naravnih elementov.
Levi del zaseda povorka radovednežev, upodobljenih v manjšem razmerju, ki so se zbrali v bližini mesta, kjer je Jurujeva ladja pripravljena odpluti. Na njihovih obrazih so razni portreti, ki so bili natančno preučeni, kar pričajo številne risbe, ki jih je naredil Pisanello in njegova delavnica (zdaj večinoma v Vallardijevem kodeksu, v kabinetu Desessin pariškega muzeja Louvre). Med njimi sta dva groteskna obraza, morda navdihnjena z opisi Osmanskih Turkov, ki so oblegali Konstantinopel ali morda iz starejših poročil o Zlati hordi.
V zgornjem delu je visoka pečina z idealizirano upodobitvijo Trabzona z bogato arhitekturo stolpov, zvoniki verskih zgradb in skrajno desno z gradom. Kot je značilno za mednarodno gotiko, je nekaj grozljivih in grotesknih elementov: zunaj mestnega obzidja sta dva obešena moža, eden s padlo hlačnico. Slednje je morda navdihnila vsakodnevna avtorjeva izkušnja na trgu Piazza delle Forche v Firencah (Trg vešal).
Izgubljenih je nekaj izvirnih barvnih podrobnosti: med njimi je plast tempera nad obrazom, ki je zdaj postala bledo bela; nebo, zdaj močno zatemnjeno; srebro oklepov, pridobljeno s kovinskimi vložki, je zdaj izginilo, tako da je skoraj črna površina.
V poškodovanem delu freske je ohranjenih le nekaj podrobnosti. Najpomembnejši med njimi je salamander, ki se sprehaja med kostmi in drugimi ostanki zmajevih žrtev.